# حارة السد الغربي (صنعاء)
حارة السد الغربي هي إحدى حارات حي سبأ بمديرية شعوب إحد مديريات العاصمة اليمنية صنعاء، بلغ تعداد سكانها 1729 نسمة حسب تعداد اليمن لعام 2004.